# Здравый смысл
Здра́вый смысл (лат. sensus communis, «общее ощущение») — совокупность навыков, форм мышления, взглядов на окружающую действительность, выработанных и используемых человеком в повседневной практической деятельности, которые разделяют окружающие люди и которые можно разумно ожидать от окружающих людей без изменения.
В других источниках указано, что «здравый смысл» (common sense) есть термин неопределённый и большею частью употребляемый во зло, а должен означать нормальное состояние и правильное действие умственных способностей (умственных сил) человека, но так как мнения большинства людей определяются обыкновенно предрассудками, пристрастиями, привычками, материальными интересами, то и «здравый смысл» стал обозначать средние мнения людей данного времени и места, в силу чего явился охранителем наличного состояния общественной жизни и мысли, противником всего выходящего из рутины. Нормальны, вообще, те суждения и взгляды, которые соответствуют истинному значению вещей, логически выводимому из достоверных данных. Здравый, обиходный смысл, толк, рассудительный отчёт в своих делах или способность обсуждать причины и правильность действий, рассудок.

## Описание
Здравый смысл имеет по крайней мере три философских смысла.
Один из них предложил Аристотель: способность души (греч. psykhē) животного, позволяющая различным субъектам использовать одни и те же общие чувства для восприятия общих характеристик физических объектов, например движения и размера, и позволяющая людям и другим животным различать и идентифицировать физические вещи. Это понимание здравого смысла отличается от основного чувственного восприятия и от человеческого рационального мышления, но связано с ними обоими. 
Второй же философский смысл термина обусловлен римским влиянием и используется для обозначения естественной человеческой чувствительности по отношению к другим людям и обществу. 
Также в философии термин «здравый смысл» употреблялся Т. Ридом и вообще Шотландской школой для обозначения тех основоположений, самоочевидных принципов разума, которые хотя и даны эмпирически, но присущи всем людям, почему и представляют собой как бы основное инстинктивное чувство истины.
В социальной психологии термином «здравый смысл» обозначают систему общепринятых представлений о реальности, накопленную многими поколениями в рамках данной культуры.
Под здравым смыслом также понимают способность принимать правильные решения и делать правильные предположения, основываясь на логическом мышлении и накопленном опыте. В этом значении термин чаще всего акцентирует внимание на способности человеческого разума противостоять предрассудкам, заблуждениям, мистификациям.
Трактат Декарта «Рассуждение о методе» (1637 год) начинается известным утверждением о том, что здравомыслие (le bon sens) или разум (la raison) есть способность правильно рассуждать (la puissance de bien juger) и отличать истину от лжи.

## Театр
В театральном деле Резонёром называется лицо, представляющее в комедии разум, здравый смысл, умеренность, нравственность — в противоположность увлечениям одних и испорченности других.